# Luis Torello
Luis Torello Giordano (1 de febrero de 1928 - 15 de mayo de 2017) fue un magistrado uruguayo, ministro del Tribunal de lo Contencioso-Administrativo entre 1985 y 1991, y de la Suprema Corte de Justicia entre 1991 y 1998.

## Biografía
Graduado como abogado en la Universidad de la República en 1957, ingresó ese mismo año al Poder Judicial como Juez de Paz en Carmelo (departamento de Colonia). En 1961 pasó a desempeñarse como Juez de Paz en Montevideo. A fines de 1962 fue designado juez letrado en Artigas, y en agosto de 1963 asumió como juez letrado en Cerro Largo. En 1964 fue nombrado juez de instrucción (en materia penal) en Montevideo, y al año siguiente pasó a ser juez civil.
En 1974 fue ascendido al cargo de ministro del Tribunal de Apelaciones en lo Civil de 3.er Turno, donde permaneció durante 10 años.
En mayo de 1985, al restaurarse la democracia en el Uruguay, fue designado por la Asamblea General como ministro del Tribunal de lo Contencioso-Administrativo. Ocupó la presidencia de dicho organismo durante el año 1985. Se desempeñó en tal cargo hasta que en marzo de 1991 la Asamblea General lo designó como ministro de la Suprema Corte de Justicia en reemplazo del ministro Jorge Pessano, que había fallecido en diciembre de 1990.
Ocupó la presidencia de la Corte durante el año 1994. Fue uno de los solamente tres magistrados uruguayos que han actuado a lo largo de su carrera judicial como ministros tanto del Tribunal de lo Contencioso-Administrativo como de la Suprema Corte de Justicia (dos si se considera únicamente a quienes lo hicieron durante períodos de gobierno democrático) y el único de ellos que desempeñó la presidencia de ambos cuerpos.
En febrero de 1998 cesó en su cargo como ministro de la Suprema Corte de Justicia al alcanzar los 70 años, edad máxima prevista por la Constitución uruguaya para el ejercicio de las funciones judiciales.
Especialista en Derecho Procesal, fue catedrático de la asignatura en la Facultad de Derecho de la Universidad de la República, que en 2006 lo designó Profesor emérito, y fue autor de numerosas publicaciones sobre temas relativos a su especialidad.